# Ommatius megacephalus
Ommatius megacephalus är en tvåvingeart som beskrevs av Luigi Bellardi 1861. Ommatius megacephalus ingår i släktet Ommatius och familjen rovflugor. Inga underarter finns listade i Catalogue of Life.